# Pșenîcine, Iuriivka
Pșenîcine (în ucraineană Пшеничне) este un sat în comuna Oleksiivka din raionul Iuriivka, regiunea Dnipropetrovsk, Ucraina.

## Demografie
Componența lingvistică a localității Pșenîcine
     Ucraineană (90%)
     Rusă (10%)
Conform recensământului din 2001, majoritatea populației localității Pșenîcine era vorbitoare de ucraineană (90%), existând în minoritate și vorbitori de rusă (10%).